# Kvitkî, Korsun-Șevcenkivskîi
Kvitkî (în ucraineană Квітки) este o comună în raionul Korsun-Șevcenkivskîi, regiunea Cerkasî, Ucraina, formată numai din satul de reședință.

## Demografie
Componența lingvistică a comunei Kvitkî
     Ucraineană (98,65%)
     Alte limbi (0,98%)
Conform recensământului din 2001, majoritatea populației comunei Kvitkî era vorbitoare de ucraineană (98,65%), existând în minoritate și vorbitori de alte limbi.